# قائمة زملاء الجمعية الملكية المنتخبين في 1792
هذه الصفحة تعرض قائمة زملاء الجمعية الملكية المُنتخبين لعام 1792.

## الزملاء
- James Six [الإنجليزية]‏
- James Currie (physician) [الإنجليزية]‏
- Thomas Hussey (bishop) [الإنجليزية]‏
- James Stanier Clarke [الإنجليزية]‏
- William Bosville [الإنجليزية]‏
- Frederick Montagu (MP, born 1733) [الإنجليزية]‏
- Archibald Alison (author) [الإنجليزية]‏
- Samuel Davis (orientalist) [الإنجليزية]‏
- Charles Long, 1st Baron Farnborough [الإنجليزية]‏
- George Macartney, 1st Earl Macartney [الإنجليزية]‏